# Слобозія (Онешті, Бакеу)
Слобозія (рум. Slobozia) — село у повіті Бакеу в Румунії. Адміністративно підпорядковане місту Онешті.
Село розташоване на відстані 211 км на північ від Бухареста, 34 км на південь від Бакеу, 115 км на південний захід від Ясс, 135 км на північний захід від Галаца, 114 км на північний схід від Брашова.

## Населення
За даними перепису населення 2002 року у селі проживала 1231 особа.
Національний склад населення села:
| Національність | Кількість осіб | Відсоток |
| -------------- | -------------- | -------- |
| румуни         | 1177           | 95,6%    |
| цигани         | 54             | 4,4%     |

Рідною мовою назвали:
| Мова      | Кількість осіб | Відсоток |
| --------- | -------------- | -------- |
| румунську | 1201           | 97,6%    |
| циганську | 30             | 2,4%     |